# 범일
범일(梵日, 810년~889년)은 신라의 승려이다. 신라 구산선문 중 사굴산파를 처음 만들었다. 성은 김씨, 경주 출신이며, 품일(品日)이라고도 한다. 아버지는 명주도독을 지낸 김술원(金述元)이며, 어머니는 문씨이다. 시호는 통효대사(通曉大師)이며, 탑호는 연휘(延徽)이다.

## 생애
15세에 출가하였고 20세에 구족계를 받았으며, 831년(흥덕왕 6) 왕자 김의종(金義宗)과 함께 당나라로 갔다.
여러 고승들을 찾아 배우던 중 제안(齊安)을 만나 성불(成佛)하는 법을 물었는데, 제안이 “도는 닦는 것이 아니라 더럽히지 않는 것이며, 부처나 보살에 대한 소견을 내지 않는 평상의 마음이 곧 도이다.”라고 하였다. 이 말을 듣고 범일은 크게 깨달았다. 제안의 문하에서 6년 동안 머물다가 유엄(惟儼)을 찾아가 선문답(禪問答)을 나누고 인가를 받았으며, 847년 신라에 돌아왔다.
851년까지 백달산에 머무르며 정진하다 명주도독의 청으로 강릉 굴산사(崛山寺)로 옮겨 40여 년 동안 후학들을 가르쳤다. 그 때 경문왕·헌강왕·정강왕이 차례로 국사(國師)로 받들어 경주로 모시고자 하였으나 모두 사양하였다.
889년에 입적했다.

## 사상
수도자의 본분에 대해서는 “부처의 뒤를 따르지도 말고 다른 사람의 깨달음도 따르지 말라. 앞뒤 사람을 바라보고 돌아볼 것도 더 이상 닦고 얻을 바도 없는 본래 부처로서의 철두철미한 자기 본분의 자각을 수행의 목표로 삼을 것”을 강조하였다.

## 진귀조사설
범일국사는 진귀조사설(眞歸祖師說)을 주장했다.
원래는 천축 28대 조사스님인 보리달마의 달마밀록에 수록된 설이라고 하는데, 달마밀록은 현재 전해지지 않는 책이라서 신빙성을 의심받기도 한다.
진귀조사설은 진성여왕이 불교의 선(禪)과 교(敎)의 뜻을 물은 데 대한 대답이다. 석가모니가 35세인 기원전 589년 12월 8일(음력) 새벽에, 마가다국 가야성 가야림 보리수 밑에서 명상을 하다가, 샛별을 보고 진리를 깨달았으나 궁극의 경지가 아님을 인식하고 있었는데, 임오년(기원전 579년, 45세)에 히말라야 설산(雪山)으로 들어가 수행하다가 진귀조사를 만나 교 밖에 따로 전하는 선지(禪旨)를 얻고 대오하였다는 것이다. 그리고 신라의 무염이 《능가경》을 배우다 조사의 길이 아니라고 하여 이를 버리고 당나라로 가서 선법을 익힌 것이나, 도윤이 《화엄경》을 읽다가 심인(心印)의 법과 같지 않다 하고 당나라로 가서 선을 공부한 것 등이 이를 뒷받침하는 것이라고 말했다.
2016년 현재 한국불교는 육조혜능의 육조단경을 매우 많이 읽고, 유명한데, 육조란 중국 불교 6대 조사스님이란 뜻이며, 조사스님이란 진귀조사설을 지지한다는 의미이다. 진귀조사설에서 조사스님이란 개념이 생겨났기 때문이다. 조사스님 이외의 깨달은 스님은 그냥 부처님, 선지식이라고 부른다.
천축 제63대, 한국 제7대 조사스님인 서산대사는 말년에 사명대사에게 선교결을 써 주었다. 선교결은 서산대사의 명저로 유명하다. 여기서 "이 선의 법은 우리 부처님 세존도 또한 진귀조사에게서 따로이 전해받은 것"이라고 말하고 있다.

## 탑
범일의 승탑으로 추정되는, 보물 제85호 강릉 굴산사지 승탑이 굴산사 터에 남아있다.

## 같이 보기
- 조사스님